# 愛爾蘭語維基百科
愛爾蘭語維基百科是網路百科全書維基百科的愛爾蘭語版本，由維基媒體基金會運行，成立於2003年10月。首篇條目於2004年1月被創建。截至2005年9月，愛爾蘭語維基百科已有超過1,600個條目，173個用戶曾貢獻該維基百科。直至2007年3月，約有20個用戶固定在撰寫條目，總計已創建超過7,000個條目；2013年11月，愛爾蘭語維基百科條目數突破28,000個，在所有語言版本的規模排名85（根據條目數計算）。
愛爾蘭語維基百科涵蓋的主題包括哲學、遺傳學、原住民獨木舟和海洋術語等不同領域，該維基百科亦被許可自愛爾蘭科技百科全書Fréamh an Eolais提取內容。

## 評價
愛爾蘭語維基百科受到愛爾蘭媒體的好評，都柏林城市大學創新工程技術研究院院長百瑞·麥穆林（Barry McMullin）在其論文中指出「僅管愛爾蘭語維基百科無法如世界上最廣泛使用的語言的維基百科一樣擁有眾多條目，但它仍是一個有用的資源」，他認為在查詢某些領域主題的知識時，愛爾蘭語維基百科可能比英語或其他語言的維基百科更加有用。
此外亦有其他學術來源指出該網站的教育價值，愛爾蘭語維基百科也在包括愛爾蘭國立大學戈爾韋分校的教育項目在內的高等教育教學上使用。

## 外部連結
- 愛爾蘭語維基百科（愛爾蘭文）